# Hugo López-Gatell Ramírez
Hugo López-Gatell Ramírez (Mexico, 22 février 1969) est un épidémiologiste, chercheur, professeur et fonctionnaire mexicain. Depuis le 1er décembre 2018, il est à la tête du sous-secrétariat du Prévention et promotion de la santé, au Secrétariat mexicain de la santé. Il a souligné son rôle dans la lutte contre la pandémie due à la maladie du Covid-19 dans son pays,.

## Biographie
Hugo López-Gatell Ramírez est né le 22 février 1969 à Mexico, fils de Francisco López-Gatell Trujillo et Margarita Ramírez Duarte. Son père est né à Tarragone, en Catalogne, en Espagne en 1925 et est venu au Mexique avec ses grands-parents paternels en tant qu'exilés républicains. Son père était urologue et sa mère infirmière. Ils se sont rencontrés alors qu'ils travaillaient tous les deux à l'hôpital 20 de Noviembre.
Il est entré à l'Université nationale autonome du Mexique, où il a obtenu son diplôme de docteur en 1994. Il a une spécialité en médecine interne de l'Institut national des sciences médicales et de la nutrition de Salvador Zubirán, qu'il a achevée en 2000; une maîtrise en sciences médicales, dentaires et de la santé de l'Université nationale autonome du Mexique et un diplôme postdoctoral en épidémiologie, Depuis le 1er décembre 2018 et actuellement, il occupe le poste de chef du Secrétariat à la promotion et à la prévention de la santé,,.